# Папа Иноћентије XII
Папа Иноћентије XII (лат. Innocentius Duodecimus; 13. март 1615 —  27. септембар 1700) је био 242. папа од 12. јула 1691. до 27. септембра 1700.